# رابرت کالپ
رابرت کالپ (انگلیسی: Robert Culp؛ ۱۶ اوت ۱۹۳۰ – ۲۴ مارس ۲۰۱۰) یک هنرپیشه، فیلم‌نامه‌نویس و کارگردان اهل ایالات متحده آمریکا بود. وی بین سال‌های ۱۹۵۳ تا ۲۰۱۰ میلادی فعالیت می‌کرد.
از فیلم‌ها یا برنامه‌های تلویزیونی که وی در آن نقش داشته است می‌توان به آلفرد هیچکاک تقدیم می‌کند (۱۹۶۸)، باب و کارول و تد و آلیس (۱۹۶۹) و ستوان کلمبو (۱۹۷۳-۱۹۷۱)، پرونده پلیکان، ضد جاسوسی، نقطه فروپاشی، هانی کولدر و تحت تعقیب اشاره کرد.همچنین در موزیک ویدیوی وجدان آزرده (آهنگ) از امینم و دکتر دره حضور داشت.